# Ocotea abbreviata
Ocotea abbreviata är en lagerväxtart som beskrevs av Schwacke & Mez. Ocotea abbreviata ingår i släktet Ocotea och familjen lagerväxter. Inga underarter finns listade i Catalogue of Life.